# Silenen
Silenen je mjesto u Švicarskoj u kantonu Uri.

## Zemljopis
Silenen se nalazi u unutrašnjosti Švicarske u kanton Uri i graniči s kantonima Graubünden i Glarus.

## Povijest
857. prvi puta spometo ime u povijesti. Mjesto "Silenen" prije se zvalo Silana a to je dobilo po keltskom imenu za boginju sile "Sila".

## Vjeroispovijest
Velikom većinom su stanovnici rimokatoličke vjeroispovijesti 91,73% a ima i protestanata.

## Stanovništvo
2 228 stanovnika od toga 87,69% Švicarci, ostali stanovnici su većinom iz Austrije, Italije, Portugala, Hrvatske i Sri Lanke.

## Jezik
Njemački 98,07%, Hrvatski 0,24%, Talijanski 0,19% (2000.).

## Vanjske poveznice
- Službena stranica